# Jean-Louis Tolot
Pour les articles homonymes, voir Tolot.
Pas d'image ? Cliquez ici

a Compétitions nationales et continentales officielles uniquement.

b Matchs officiels uniquement.
Jean-Louis Tolot, né le 13 juin 1957 à Montagnac-sur-Auvignon (Lot-et-Garonne), est un joueur français de rugby à XV (1,78 m) ayant occupé le poste de pilier gauche au SU Agen.

## Biographie
Il a été sélectionné 1 fois avec l'équipe de France de rugby à XV à l'occasion de la coupe du monde 1987 en Nouvelle-Zélande, contre le Zimbabwe,.
Le 22 octobre 1989, il est sélectionné avec les Barbarians français pour jouer contre les Fidji à Bordeaux. Les Baa-Baas s'inclinent 16 à 32.
Agriculteur, il dirige désormais une entreprise familiale de cultures céréalières à Montagnac-sur-Auvignon, commune dont il est le maire.
Son frère aîné, Bruno Tolot (né en 1955) a quant à lui remporté le challenge Yves du Manoir en 1983 comme trois-quarts aile gauche, de même que le benjamin, Éric Tolot (né en 1964) en 1992 comme demi de mêlée.
Depuis 2001, il est le maire de sa commune de naissance Montagnac-sur-Auvignon.

## Club
- 1978-1992 : SU Agen

## Palmarès
International
- 1 sélection en équipe de France, en 1987 (0 pts)
- Vice-champion du monde en 1987 (il a joué en poule contre le Zimbabwe ; Pascal Ondarts lui succéda ensuite jusqu'en finale)

Avec le SU Agen
- Championnat de France de première division :
  - Champion (1) : 1982
  - Vice-champion (3) : 1984, 1986 et 1990
- Challenge Yves du Manoir :
  - Vainqueur (1) : 1992
  - Finaliste (1) : 1987

## Statistiques

### Coupe du monde
| Édition                            | Rang      | Résultats France | Résultats Tolot | Matchs Tolot |
| ---------------------------------- | --------- | ---------------- | --------------- | ------------ |
| Nouvelle-Zélande et Australie 1987 | Finaliste | 4 v, 1 n, 1 d    | 1 v, 0 n, 0 d   | 1/6          |

Légende : v = victoire ; n = match nul ; d = défaite.